# Pañol de pólvora

1) Pañol de pólvora.
2) Santabárbara.
3) Antepañol. Cuarto donde se cargaban de pólvora los cartuchos.
4) Tapabalazo. Vía de agua tapada con tablas de madera y planchas de plomo.
5) Tiro doble. Requerido para quebrar el casco del barco enemigo.
6) Cañón con cureña y aparejos.
7) Zona de abordaje.

En náutica, el pañol de pólvora, o también santabárbara, es el pañol (compartimento) que se sitúa bajo el tablado de la santabárbara y se extiende desde la parte de proa del cabrestante mayor hasta la popa absoluta del navío. En galeras y galeotas se llama gabon.

## Descripción
El tablado de este pañol se apoya a derecha e izquierda sobre los piques, o más bien sobre las varengas del fondo. La altura a que este tablado debe colocarse está fijada al tercio de la comprendida entre la quilla y la cara superior de los baos de la primera cubierta (barco). El número de los baos es relativo a lo largo del pañol. Dichos baos tienen por lo regular su ancho y grueso proporcionados a su largo. Deben ser de madera ligera, y sus extremos asegurados sobre los miembros del buque; se les da de vuelta el sexto de su largo reducido a pulgadas. Los baos que tienen mayor extensión están sostenidos en su centro por pequeños puntales que se encajan por la cara baja de los baos mediante sus respectivas mechas, y vienen a parar sobre la cara alta de la sobrequilla.
Los baos del tablado del pañol de pólvora se cubren con tablones de pino, cuidando de forrar el interior del pañol con tablas muy delgadas y que se clavan con clavos pequeños de cobre sin cabeza: hacia la parte de popa de este pañol se colocan varios cajones para conservar los cartuchos. Este pañol está separado del resto de la bodega por un doble mamparo interior y exterior formado sobre puntales. Con el fin de evitar todo accidente de fuego, se rellena con yeso y ladrillo el hueco entre estos dos mamparos; el suelo se cubría con una lona para recoger con mayor facilidad la pólvora que podía caer al suelo.

### Partes del pañol de pólvora
El pañol y los cajones para cartuchos están guarnecidos de lona para recibir la pólvora que pudiese derramarse, y para limpiar con más seguridad el pañol cuando el navío desembarca su pólvora. En algunos barcos existía un compartimento separado dentro del pañol de pólvora para guardar los cartuchos cargados llamado caja de cartuchos.
La iluminación del pañol se realizaba mediante un farol llamado farol de mano que se guardaba dentro del pañol del farol, o caja del farol del pañol de pólvora; un compartimento que se forraba con plomo u hoja de lata para evitar el peligro del fuego en la cámara llena de explosivo. La separación entre el compartimento del farol y el pañol de pólvora se hacía de cristal para que pasara la luz.

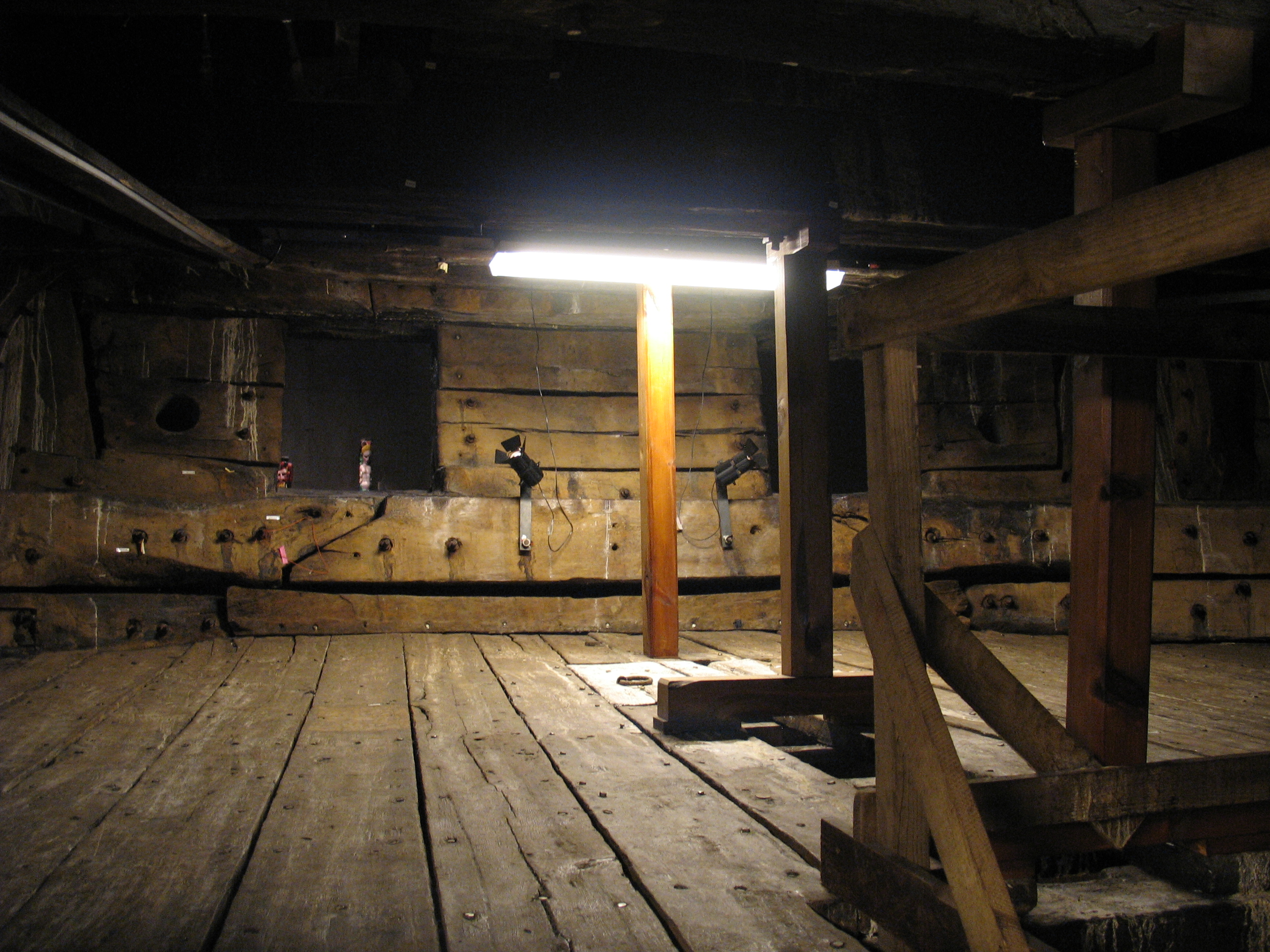
El pañol de pólvora del navío de guerra sueco Vasa de 1626.

Los marineros encargados de la gestión de los pañoles y de los materiales y armas guardados allí se llaman pañoleros; y en concreto los del pañol de pólvora, que son soldados artilleros, se denominan pañoleros de Santa Bárbara.